# جوش فاغنر
جوش فاغنر (بالإنجليزية: Josh Wagner)‏ هو كاتب أمريكي، ولد في 19 أغسطس 1975.

## وصلات خارجية
- الموقع الرسمي